# Joseph Monnard
Jean Joseph Monnard, francoski hokejist, * 11. februar 1901, Francija, † 3. februar 1973, Francija.
Monnard je bil hokejist kluba Chamonix HC v francoski ligi, za francosko reprezentanco pa je nastopil na enih olimpijskih igrah in enem evropskem prvenstvu, na katerem je osvojil zlato medaljo.